# 莫里茲·霍恩洛厄-希靈斯菲斯特
莫里茲·霍恩洛厄-希靈斯菲斯特（德語：Moritz zu Hohenlohe-Schillingsfürst，1862年8月6日—1940年2月27日），末代霍恩洛厄-希靈斯菲斯特親王，德意志帝國首相霍恩洛厄親王之子。
霍恩洛厄家族出身，莫里茲於1915年從哥哥菲利普·恩斯特繼承了霍恩洛厄-希靈斯菲斯特親王的頭銜。第一次世界大戰後德國改為共和制，所有貴族頭銜被廢除。

## 家庭
1893年，莫里茲與薩爾姆-克勞特海姆的羅莎（Rosa zu Salm-Krautheim）結婚，兩人共有2子1女：
1. 法蘭茲·約瑟夫（1894年—1970年）
2. 瑪麗亞·安娜（1895年—1978年）
3. 克洛德維希（1897年—1968年）